# Birgit Nordin
Birgit Nordin (22 de febrer del 1934 - 7 d'abril del 2022) va ser una soprano sueca. Va ser membre de la Royal Swedish Opera des del 1958 fins al 1986, i va cantar regularment al Festival de Drottningholm, on va interpretar dotze papers importants de Mozart, incloent Susanna a Les noces de Fígaro i Pamina a La flauta màgica. També va actuar internacionalment, al Festival Internacional d'Edimburg, al Festival de Glyndebourne, a Copenhaguen, entre d'altres. Es va donar a conèixer com a reina de la nit a Trollflöjten, l'adaptació cinematogràfica d'Ingmar Bergman de l'òpera de Mozart.

## Vida i carrera
Nascuds a Sangis, Norrbotten, Nordin va anar a l'escola de Haparanda i després al Royal College of Music d'Estocolm del 1956 al 1958, on va aprendre de Britta von Vegesack. Més tard va rebre instrucció de Lina Pagliughi a Itàlia.
Nordin va entrar a la companyia de la Royal Swedish Opera d'Estocolm, on va treballar del 1958 al 1986. El seu debut va ser com a Oscar a Un ballo in maschera de Verdi el 21 d'octubre de 1958 i va formar part de la companyia que va visitar Londres i el Festival Internacional d'Edimburg el 1960. A partir de 1960, va aparèixer regularment al Festival de Drottningholm, on va interpretar dotze papers importants de Mozart, incloent-hi Susanna a Les noces de Fígaro i Pamina a La flauta màgica. El 1968, va participar en l'estrena mundial de Drottningen av Golconda de Franz Berwald, amb Elisabeth Söderström en el paper principal.
A l'estranger, Nordin va cantar al Festival de Glyndebourne de 1968 com a Blonde a Die Entführung aus dem Serail de Mozart. Va interpretar el paper de Jenny Smith a Austieg und Fall der Stadt Mahagonny a Copenhaguen el 1970, i va aparèixer a la televisió danesa com a Lulu, també va cantar a la Passió segons Sant Mateu de Bach a Berlín aquell any. Altres papers inclouen Gilda al Rigoletto de Verdi, Rosina a Il barbiere di Siviglia de Rossini i Mélisande a Pelléas et Mélisande de Debussy.
Nordin va obtenir la beca Christina Nilsson dues vegades, i va ser nomenada Hovsångerska (cantant de la cort) el 1973. Va aparèixer com a reina de la nit a la pel·lícula de 1975 Trollflöjten, l'adaptació cinematogràfica de l'òpera de Mozart cantada en suec, dirigida per Ingmar Bergman.
Després de deixar els escenaris, Nordin es va dedicar a la docència i a la direcció escènica.

### Vida privada
El 1977 Nordin es va casar amb el baix-baríton suec Jerker Arvidson (1939–2007).
Va morir el 7 d'abril del 2022 als 88 anys.

## Enregistraments
- Lars-Erik Larsson: Förklädd Gud = (Déu disfressat) : suite lírica, op. 24 ; Simfonia núm. 3 en Do menor, op. 34.  Bis, 1989. OCLC 25890100.
- Monteverdi: Geistliche Konzerte.  Archiv Produktion, 1973. OCLC 955615313.
- Verdi: Rigoletto.  Naxos Digital Services Ltd., 2005. OCLC 594082648.
- Carl Michael Bellman.  EMI, 1983. OCLC 13225300.
- Laci Boldemann: Lieder der Vergänglichkeit, opus 8; Epitaphs, opus 10; Notturno, opus 14.  HMV. OCLC 900326417.
- Moses Pergament: Den judiska sången.  Caprice. OCLC 459267228.

### Recopilacions
- Svensk operaantologi. Sida 17. Sida 17.  EMI Svenska AB, 1976. OCLC 11489821.
- Svensk operaantologi. Sida 18. Sida 18.  EMI Svenska AB, 1976. OCLC 11489839.
- Mozart at the Royal Swedish Opera, 1952–1957.  Caprice Records, 2006. OCLC 811334216.

### Vídeo
- Trollflöjten = La flauta màgica. ISBN 978-1-68143-557-2.

## Per saber-ne més
- Cummings, D. M.. «NORDIN Birgit». A: International Who's Who in Music and Musicians' Directory (in the Classical and Light Classical Fields) (en anglès). 1: 2000/2001. Seventeenth.  International Biographical Centre, 2000. ISBN 978-0-948875-53-3.